# James D. Sachs
James D. Sachs (más néven: Jim Sachs; szül.: 1949) amerikai veterán pilóta, programozó, számítógépes grafikus, építész, vállalkozó. A Commodore 64, illetve a Commodore Amiga számítógéppekkel kapcsolatos munkássága jelentős.

## Kezdetek
Jim a kaliforniai San Fernando völgyben nőtt fel, Los Angeles megyében. Grafika iránti érdeklődését édesanyjától örökölte. A Kaliforniai Egyetemen főként építészetet hallgatott 1969 és 1971 között, mely szakmát hivatásszerűen sohasem művelte.
A főiskola után 1977-ig, 6 éven keresztül az Amerikai Egyesült Államok Légiereje kötelékében C–141 Starlifter katonai teherszállító repülőgépeken szolgált pilótaként. Részt vett a vietnámi háború utolsó napjaiban a menekülők kimenekítésében. Akkor lépett ki a legierő kötelékéből, amikor Texasba akarták áthelyezni repülőoktatónak.
1982-ben saját céget alapított Sachs Enterprises, Inc. néven.

## Szakmai tevékenysége

### Commodore 64
1984-ben vásárolta meg első számítógépét, egy Commodore 64-et. Állítása szerint nyolc hónap alatt könyvekből, autodidakta módon beletanult a gépi kódú programozásába és megírta első játékprogramját, a Saucer Attackot, melyre felesége inspirálta egy Washington D.C.-t ábrázoló grafikája nyomán. A szoftver fejlett grafikával rendelkezett és fogadtatását tekintve siker volt, azonban a burjánzó szoftverkalózkodás miatt nem hozott jelentős bevételt. Saját bevallása szerint ez volt az "a játék, mely minden gyereknek megvolt, de senki nem fizetett érte."
Ezután egy nagyszabású terven dolgozott, egy időutazós fantasy játékot kezdett el megalkotni Time Crystal néven. A játék teljes mértékben kihasználta a C64 képességeit, azonban végül csak egy demója készült el. Jim végül az egyre nagyobb méretű szoftverkalózkodás miatt állt el a befejezésétől és a piacra dobásától.

### Commodore Amiga
Az Amiga fejlesztését már a kezdetektől figyelemmel kísérte, még a Commodore általi felvásárlása előtt. Amint a tulajdonosváltás megtörtént, fejlesztői státuszt szerzett magának a Commodore-nál. Sosem volt Commodore-alkalmazott, mindig szerződéses alapon projekteken dolgozott számukra.
A Saucer Attack után benevezett és megnyerte a Commodore első számítógép-grafikai versenyét. Első Amigán készített rajzait a Robert J. Mical által írt Graphicraft rajzprogrammal készítette, de amint megjelent a Deluxe Paint rögtön átállt ennek használatára, mert „fényévekkel a többiek előtt járt”.
Addigi rajzait elvitte magával az 1986 februári Commodore showra, San Franciscoba, ahol mind a Cinemaware, mind az Aegis videójáték-fejlesztők azonnal szerződtették. Tervben volt a Saucer Attack portolása Amigára, kibővítve, 3D környezettel, de a C64 verzió anyagi sikertelensége miatt erről lemondott.
Amigán az igazán úttörő munkája a Defender of the Crown című sikeres videójáték grafikai megtervezése volt a Cinemaware megbízásából. A játékot 1986-ban jelentették meg és grafika tekintetében csúcsteljesítménynek számított a maga idejében. Jim a kiadottnál gazdagabb tartalmat tervezett, de a Cinemaware folyamatos nyomás alatt tartotta az áhított karácsonyi megjelenés miatt. A véghajrában idegösszeomlást kapott, ezért az utolsó képernyőt egy tanítványa készítette el, aki ezután a cég művészeti vezetője is lett. Egészségét fokozatosan visszanyerte, de többé nem dolgozott a Cinemaware-nek. A Cinemaware csődje után Jim megkereste a Commodore-t a játék második részével, a már elkészített grafikáival. Új történetet írt hozzá, a zenéket maga szerezte és a programozás is az ő keze munkája. Két év munkát fektetett bele, de a CD32-re történt kiadás után nem sokkal csődbe ment a Commodore, úgyhogy az elkészült játék után sosem kapott szerzői jogdíjat.
Több projektben is együttműködött az Aegis Development, Inc. játékfejlesztő céggel, mint számítógép-grafikus. Az egyik említésre érdemes az 1987-ben megjelent Ports of Call című hajózási üzleti szimulációs játék, a másik pedig az Arizok’s Tomb. Az előbbi egyértelmű siker volt Európában és mérsékelten az USA-ban, az utóbbit viszont a grafika sem tudta megmenteni a bukástól. Magazin címoldalakat (Commodore Magazine), könyvborítókat (AmigaDos, Amiga Vision, AmigaWorld könyvek), reklámanyagokat, demo anyagokat is készített úgy az Aegisnek, mint magának a Commodore-nak.
A Nemo kapitány Verne-regény ihlette "20,000 Leagues Under the Sea" projekt az Aegistől való kilépése után indult be, mely viszont sosem készült el a Disney-vel való megállapodás meghiúsulása miatt. Jim elkészítette a "storyline"-t, több próbaképernyőt, de végül csak egy rövid bemutatóanyag készült el, amit saját maga digitalizált be egy VHS kazettáról és töltött fel YouTubera 2012-ben.
A C64-es időszakból meglévő Time Crystal demót felhasználta 1989-ben a Mattel számára végzett munkájában. A gyártói támogatás nélkül rövid életű maradt, eredetileg Nintendo-ra kifejlesztett virtuális kesztyű, a Power Glove Amigára történő bevezetésén dolgozott. Az interneten keringő promóciós videóban látható animáció minden eleme Amigán készült, még akkor is, ha úgy tűnik, mintha a gyermek Nintendón játszana.
Készített játékgrafikákat a Novalogic-nak és az Electronic Arts-nak is, valamint grafikai terveivel segítette a Digital Creations-t, a Brilliance nevű rajzprogram készítőit, melyet felhasználtak a hirdetéseikben és a termékek dobozborítóin.
A Video Toaster megjelenéséig rendszeresen tartott hétvégi szemináriumokat számítógépes grafika, anmimáció témákban. Tanítványai közül kerültek ki több videójáték-fejlesztő cég művészeti vezetői, így például az Interplay akkori art directora, David Mosher is, aki például a Battle Chess sakkjáték vagy a Star Trek játékok grafikáit tervezte.
Jim Sachs készítette a Commodore számára az Amiga 500 összes demóját, a CDTV felhasználó felületének, bejelentkező képernyőjének a grafikáit, valamint az Amiga CD32 néhány demóját.

### PC
1995-ben megkeresték azzal, hogy a meglévő CompuTrainer kerékpáros edző eszközhöz új szoftvert írjon. Az eredeti tervek a 8-bites NES-re vonatkoztak, majd a PowerPC alapú és 1997-ben törölt Panasonic M2 technológiára kezdtek fejleszteni, végül azonban PC-re készítették el és adták ki. Az eszköz sikeres lett, olyannyira, hogy az USA olimpiai kerékpáros válogatottja és Robin Williams is használta.
Az eddigiektől eltérő, de anyagilag is sikeres fejlesztése a SereneScreen Aquarium, mely egy részletesen kidolgozott 3D virtuális akvárium, képernyővédőként megvalósítva. Ez egy teljesen egyszemélyes projekt, az elejétől a végéig. Míg C64-en és Amigán gépi kódban programozott, ezt a programot C++-ban írta.

## Magánélet
Jim Sachs 11 éves korától csaknem 20 éven át nevelőapja nevén, Jim Hicksként élt, majd visszaváltoztatta nevét Sachsra. A légierőtől való leszerelése után pár évvel megházasodott. Jelenleg az Oregon állambeli Rogue Valleyben élnek, Jim saját maga által tervezett és mintegy 15 éven át épített kastélyszerű házában. Forgatókönyveket ír és filmkészítésen töri a fejét manapság.

## Kapcsolódó oldalak
- Az Aquarium honlapja: http://www.fish-byte.com/
- Grafikai alkotásai: http://amiga.lychesis.net/artist/JimSachs.html